# 라벤더 공포

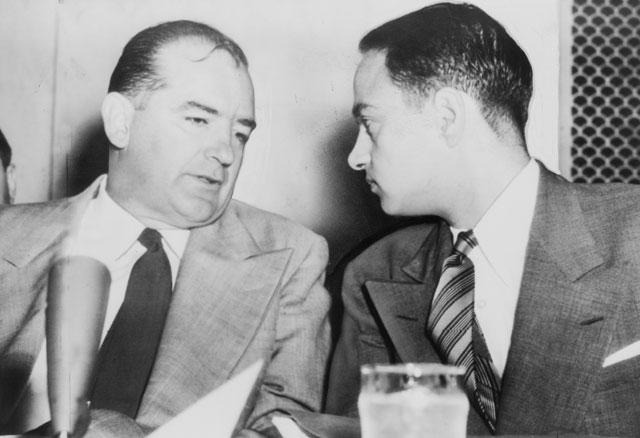
미 육군-매카시 청문회에서 조지프 매카시와 로이 콘

"라벤더 공포"(lavender scare)는 20세기 중반 미국 정부의 동성애자에 대한 도덕적 공포로, 공직에 있는 동성애자의 대규모 해고로 이어졌다. 매카시즘과 제2차 적색공포로 알려진 반공 운동에 기여하며 비슷한 역할을 하였다. 게이와 레즈비언이 국가 안보를 위협하고 공산주의에 동조하는 것으로 알려지자, 이로 인하여 연방 고용에서 이들을 제거하라는 압박이 이어졌다. 또한 동성애자들은 국가에 위협이 될 수 있는 조종을 당하기 더 쉽다고 여겨졌다.

가시적인 레즈비언과 게이 커뮤니티, 감지된 동성애의 위협에 대한 연방 정부의 공식적 대응인 라벤더 공포는 동성애 혐오의 관료적 제도화를 통하여 동성애에 대한 박해를 정상화시켰다. 전 미국 상원의원 앨런 K. 심슨은 다음과 같이 썼다.
소위 '적색공포'는 그 시기 대부분의 역사학자들의 주요 관심사였다. 그보다 덜 알려진 요소이자 ... 훨씬 더 많은 사람들에게 해를 끼친 것은 매카시와 그 외 여럿이 동성애자들을 대상으로 한 마녀사냥이었다.

## 어원
박해에 대한 용어 라벤더 공포는 해당 반동성애 운동을 연구한 데이비드 K. 존슨의 2004년 책 《라벤더 공포》(The Lavender Scare)를 통하여 대중화되었다. 이 책의 제목은 상원의원 에버렛 더크슨이 동성애자 남성의 동의어로 반복적으로 사용한 "라벤더 젊은이들"이라는 용어에서 따왔다. 1952년, 더크슨은 11월 선거에서 공화당이 승리하면 국무부에서 "라벤더 젊은이"가 제거될 것이라고 말하였다. 이 문구는 정치인과 저명한 할리우드 스타의 섹슈얼리티에 대한 험담으로 유명한 정기간행물 《컨피덴셜 매거진》에도 쓰였다.

## 역사
1950년의 의회 조사 훨씬 이전에, 미국 기관들은 라벤더 공포 동안의 시행 메커니즘으로 작용할 동성애자를 적발하기 위한 복잡하고 효과적인 규제, 전술, 인력 체계를 개발해두었다. 이것은 동성애자를 "범죄적으로 미친", 또는 "도덕적으로 타락한" 사람들과 함께 부적격 범주에 포함하여 적격자와 부적격자를 점점 더 체계적으로 분류하는 기관들을 비롯한 19세기 후반 관료주의 국가의 전반적인 확장과 관련이 있다. 다만, 이 기관들이 나중까지 이에 대한 규제 조치를 일관되게 취하지는 않았다.
냉전이 시작되고 내부 안보에 대한 우려가 고조되던 1947년, 국무부는 공산주의자와 동성애자를 제거하기 위한 캠페인을 시작하였고, 이들이 수립한 일련의 "보안 원칙"은 드와이트 D. 아이젠하워 정부의 범 정부 차원 보안 프로그램의 기반이 되었을 뿐만 아니라, 다른 정부 기관의 모델이 된 이중 충성-보안 시험 창설을 고무시켰다. 국무부의 보안 원칙 기준에 따르면 "충성하지 않는" 사람에는 공산주의자, 공산주의자의 동료, 간첩 행위를 저지른 사람과 함께 "상습적 음주자, 성도착자, 부도덕 행위자, 재정적 무책임자, 전과자"로 알려진 사람이 포함되어 연방 고용이 거부된다. 연방 고용에 적합하지 않다고 여겨지는 사람에 "성도착자"가 포함되면서 동성애자에 대한 차별은 암묵적으로 국무부 정책에 포함되었고 연방 정부의 의례 및 절차에 적용되었다. 1947년에서 1950년 사이에 1,700명 이상의 연방직 지원자가 동성애 의혹으로 인하여 자리에 들어가지 못하였다.
1947년 국무부의 보안 원칙이 수립되기 이전에도 미군은 게이와 레즈비언을 대상으로 하는 차별 정책을 개발해 왔다. 1940년 루스벨트 대통령과 셀렉티브 서비스 보좌관들은 정신과 의사들에 의한 재향 군인의 정신 재활 비용을 줄이기 위하여 잠재적 군인 대상자의 정신 건강을 결정하기 위한 선별 프로그램을 시행할 필요성을 확신하였다. 군 신병들의 정신과 검진 초기 계획에는 동성애에 대한 직접적인 언급이 없었지만, 1년 이내에 직접적인 언급이 추가되었다. 이러한 군사 관료적 절차의 발전은 제2차 세계 대전 중 군대가 동성애에 몰두하는 추진력에 기여하였다. 새로운 정신과 검진 지침과 절차는 동성애자가 정신적으로 문제가 있기 때문에 군대에 복무하기에 부적합하다는 생각을 군대에 도입하였는데, 이것은 동성애를 범죄 문제로 접근하는 군대의 전통적인 방식에서 변화한 것이다. 제1차 세계 대전 중 동성애 군인에 대한 처벌이 미국 군법에 처음으로 성문화되었고, 제2차 세계 대전 중에는 최종 규정이 공포되어 1943년 모든 군대에서 동성애가 금지되었다. 모든 규정에도 불구하고 군대의 필요성은 동성애자들이 전쟁에서 싸우는 것을 수용/거부하는 것에 대한 허점을 허용하였다. 고려 대상이었던 1,800만 명 중 4,000명에서 5,000명 정도가 거부 당하였다. 복무 중인 군인들은 다른 군인의 동성애 행위를 보고하라는 명령을 받았다. 군대 내에서 2,000명에서 5,000명 사이의 군인이 동성애자로 의심을 받았는데, 이 중에서 여성이 남성보다 더 높은 비율로 방출되었다.
뉴딜 정책 기간 동안 워싱턴 DC로 사람들이 유입되면서 게이와 레즈비언 하위 문화가 번성할 수 있는 도시적이고 전문적인 환경이 조성되었다면, 제2차 세계 대전은 그 과정을 가속화시켰다. 많은 레즈비언과 게이에게 전쟁은 국가적 커밍아웃 경험이었다. 제2차 세계 대전을 위한 동원과 전쟁 경험은 미국의 사회적 도시 지형에 새로운 추가 요소인 레즈비언과 게이 커뮤니티를 탄생시켰다. 많은 미국인들에게 이 가시적인 동성애 하위 문화는 전쟁이 청교도적 도덕 규범을 느슨하게 하고 성적 관습을 넓혔으며, 청교도적 성역할, 이성애, 핵가족의 이상에 대한 실행 가능한 위협이 되었다는 의심을 확실히 증명하는 것처럼 보였다. 전쟁이 끝난 후 가족이 하나로 단결하고 미국인들이 삶을 되돌리기 위하여 함께 고군분투하면서, 국가 서사는 핵가족, 이성애, 가정과 직장에서의 전통적 성 역할에 대한 이상적 버전을 엄격하게 장려하고 전파하였다.
1950년 2월, 조지프 매카시 상원의원이 국무부에서 205명의 공산주의자들이 일하고 있다고 주장한 해에 존 퓨리포이 국무 차관은 국무부가 91명의 동성애자 사임을 허용하였다고 말하였다. 이 중 단 두 명만이 여성이었다. 이에 따라 해리 트루먼 정부는 동성애의 "위협"을 충분히 심각하게 받아들이지 않았다는 비난을 받았다. 1950년 6월 상원에서 정부의 동성애자 고용에 대한 조사가 시작하였다. 이 결과는 12월에야 발표되었지만, 그 사이 동성애 의혹으로 인한 연방 실직자가 월 5건에서 60건으로 크게 증가하였다. 1950년 4월 19일 공화당 전국 위원장인 가이 조지 개브리얼슨은 "최근 몇 년간 우리 정부에 침투한 성도착자"가 "아마도 실제 공산주의자만큼 위험할 수 있다"라고 말하였다. 그러나 그 위험은 단지 그들이 동성애자였기 때문만은 아니었다. 동성애자는 협박에 더 취약한 것으로 간주되어 안보 위험으로 분류되었다. 매카시는 로이 콘(나중에 에이즈로 사망하고 매카시 자신처럼 클로짓 게이로 여겨지는 사람) 의회 분과 위원회의 수석 변호사로 고용하였다. 매카시와 콘은 (FBI 국장 J. 에드거 후버의 열렬한 지원으로) 수십 명의 게이 남성과 여성을 공직에서 해고하였으며 동성애에 대한 소문을 이용하여 많은 반대자들을 침묵으로 몰아넣었다. 1953년 트루먼 행정부 말기 몇 달 동안 국무부는 동성애 혐의로 425명의 직원을 해고하였다고 보고하였다.
매카시는 반공 운동에서 동성애에 대한 비난을 비방 전술로 종종 사용하였고, 제2차 적색공포와 라벤더 공포를 자주 결합하였다. 한번은 그가 기자들에게 이렇게 발표하기도 하였다. "여러분, 여러분이 매카시에게 맞서고 싶다면, 여러분은 공산주의자나 좆빠는놈(cocksucker)이 되어야 합니다." 최근의 한 역사가는 매카시가 공산주의와 동성애를 심리적 불균형과 연관시킴으로써 공산주의 활동에 대한 증거가 부족할 때 연계되는 죄책감으로 사용하였다고 주장하였다. 당시의 정치적 수사학은 종종 공산주의자와 동성애자를 연결시켰고, 이들에 대한 대중 사이의 일반적 믿음은 비슷하였는데, 둘 다 "도덕적으로 약하다"거나 "정신적으로 불안하다"고 말하며 신을 믿지 않고 전통적 가족을 무너뜨린다고 보았다.
예를 들어, 매카시는 상원 내에서 "케이스 14"와 "케이스 62"라는 두 명의 개인을 그들의 동성애 성향과 직접적으로 연결 지으며 "안전하지 않은 위험"인 공산주의자라고 말하였다. 그는 한 고위 정보 관리가 자신에게 "활동적인 공산주의자 모두는 정신적으로나 육체적으로 뒤틀려 있다"라고 말하였으며, 이 사람들이 동성애자 "특유의 정신적 뒤틀림" 때문에 공산주의자의 당원 모집에 취약하다고 암시하였다.
국무부의 이미지가 동성애로 얼룩이 지면서 많은 남성 직원들이 동성애자로 보일 가능성에 대한 자의식을 가지게 되었다. 이들은 종종 서로 짝을 이루는 것을 거부하고 자신을 소개할 때 이성애자임을 확인하는 진술을 하였다. 예를 들어, 한 익명의 직원은 파티에서 보통 이렇게 말하곤 하였다. "안녕하세요, 저는 국무부에서 일합니다. 결혼해서 아이 셋이 있고요."

### 행정 명령 10450
1953년 드와이트 D. 아이젠하워 대통령은 연방 고용에 대한 보안 표준을 정하고 동성애자가 연방 정부에서 일하는 것을 금지하는 행정 명령 10450에 서명하였다. 제정된 제한으로 인하여 수백 명의 동성애자가 국무부에서 강제로 추방되고 해고되었다. 행정 명령은 또한 연방 고용에서 약 5,000명의 동성애자를 해고한 원인이었고, 여기에는 민간 하청업자와 군인도 포함되었다. 희생자들은 일자리를 잃었을 뿐만 아니라 벽장에서 쫓겨나 레즈비언이나 게이로 대중에 노출되었다.
특히, 트루먼의 충성심 프로그램은 이 행정 명령을 통해 확장되어 정부에서 직위를 유지하지 못하게 하는 행동 목록에 "성도착자"가 추가되었다. 게이, 레즈비언, 양성애자를 탐지하고 제거하기 위하여 많은 새로운 규정과 정책이 시행되었다. 동성애자를 찾기 위한 새로운 절차는 면담을 하고 성적 지향의 징후를 찾는 데 자주 쓰였다. 또한 게이바와 같이 사람들이 자주 방문하는 장소를 조사하고, 심지어 연관되어 있는 사람에게까지 혐의를 물었다. 개인의 친구나 가족이 동성애의 징후를 보였다면 그 개인도 의심받을 수 있었다.
1950년대 중반까지 비슷한 탄압적이고 억압적인 정책이 주 정부와 지방 정부에도 시행되어 레즈비언과 게이 고용 금지가 미국 노동력의 20% 이상인 1,200만 노동자까지 확대되었다. 직업을 얻거나 유지하기 위해서는 도덕적 순수성을 증명하는 맹세에 서명하여야 하였다.
1973년 연방법원 판사는 개인의 성적 지향이 연방 고용 해지의 유일한 이유가 될 수 없다고 판결하였고, 1975년 미국 공무원 위원회는 각 사례를 기준으로 게이와 레즈비언의 취업을 고려할 것이라고 발표하였다. 행정 명령 10450은 1995년 빌 클린턴 대통령이 이 명령을 철회하고 동성애자의 군 입대에 대한 "묻지도 말하지도 말라" 정책을 시행하기 전까지 부분적으로 유효하였다. 1998년에 클린턴이 행정 명령 13087에 서명하였을 때 고용과 성적 지향에 관한 명령도 폐지되었다. 그리고 2017년 버락 오바마가 행정 명령 13764에 서명하였을 때 이 명령은 명시적으로 폐지되었다.

### "전복자"와 공산주의의 연합
동성애자와 공산당원은 모두 반신론, 부르주아 문화와 중산층 도덕에 대한 거부, 순응성의 결여라는 동일한 이상을 공유하는 미국 사회의 전복적인 요소로 여겨졌다. 그들은 또한 계략을 꾸미고 조종에 능한 것으로 여겨졌으며, 무엇보다도 일반 대중의 눈에는 그들 자신의 의제를 다른 사람보다 우선시할 것이었다. 매카시는 동성애와 공산주의를 "'미국식 삶의 방식'에 대한 위협"으로 연관시켰다. [동성애자와 공산주의자]는 그들만의 만남의 장소, 문학, 문화 코드, 충성의 유대를 지닌 숨겨진 하위 문화로 인식되었다. [그들은] 심리적으로 약하거나 불안한 사람들을 모집하는 것으로 생각되었고 [그리고] 많은 사람들은 두 부류가 정부를 무너뜨리기 위하여 협력하고 있다고 믿었다. 데이비드 K. 존슨은 이상화된 미국의 전통적 도덕 원칙이 없다면 어떤 시민도 동성애와 같은 부도덕한 유혹에 굴복할 수 있으며, 그들은 궁극적으로 공산주의의 유혹을 받을 수 있다고 언급하였다. 동성애와 공산주의의 연관성은 연방 정부 전반에 걸쳐 동성애 혐오 차별 정책을 개발하고 시행하기 위한 편리한 정치적 도구임이 입증되었다. 동성애는 이미 미국 문화의 전복적인 사회적 요소일 뿐만 아니라 전복적인 정치적 요소로 간주되었기에, 공산주의 봉쇄 정책에 따라 의회를 설득하여 동성애 위협 감지에 대응하도록 하는 것은 어렵지 않았다. 동성애는 안보 문제와 직결되어 있었고, 좌파나 공산주의자이기보다 동성애 성적 지향 때문에 해고된 공무원이 더 많았다. 조지 천시는 다음과 같이 말하였다. "보이지 않는 공산주의자의 망령처럼, 보이지 않는 동성애자의 망령이 냉전 시대 미국을 홀렸다." 동성애(그리고 암묵적으로 동성애자 자신들)는 끊임없이 질병으로 언급될 뿐만 아니라, 공산주의와 전복의 감지된 위험과 같은 침략으로도 언급되었다.
케네스 웨리 상원의원도 이와 유사하게 동성애와 반민족주의 사이의 연관성을 제기하려고 시도하였다. 그는 맥스 러너와의 인터뷰에서 다음과 같이 말하였다. "동성애자와 전복자는 뗄레야 뗄 수 없다." 나중에 같은 인터뷰에서 그는 애국적인 미국인과 동성애자 남성 사이에 선을 그었다. "하지만 보세요, 레너, 우리 둘은 미국인이잖아요? 내 말은, 이 친구들[정부 직책을 가진 클로짓 게이 남성]을 정부에서 몰아내자는 겁니다."
"호민테른"이라는 용어는 1930년대에 시릴 코널리, WH 오든, 해럴드 노스가 "코민테른"을 모방한 캠프 용어로 고안한 것으로 보인다. 처음에는 예술계를 지배하는 상상의 게이 남성 무리를 묘사하는 데 쓰였고, 나중에 "세계를 지배하려는 환상적인 게이 인터내셔널"을 지칭하기 위하여 쓰였다. 1952년 R. G. 월덱이 쓴 기사는 이 음모가 협박의 가능성보다 훨씬 더 중요하며, 동성애자를 국무부에서 추방하는 현실적이고 중요한 이유라고 주장하였고, 이 기사는 의회 기록에 읽혀지며 다른 사람들에게 인용되었다.
매터신 소사이어티는 미국 공산당의 전 당원인 해리 헤이가 설립하였지만, 헤이는 회원들이 그의 정치가 그가 설립한 조직에 대한 위협이라고 비난하자 조직에서 사임하였다.

### 조사 분과 위원회
조사 분과 위원회는 행정부 지출 위원회의 분과 위원회였다. 1949년부터 1952년까지 클라이드 R. 호이 상원의원이 이끈 이 분과 위원회는 "연방 노동력에서 동성애자의 고용"을 조사하였다. 호이 보고서로 알려진 관련 보고서에 따르면, 정부의 모든 정보 기관은 "정부의 성범죄자가 안보 위험을 조성한다는 데 완전히 동의한다"고 밝혔다. 훼리힐 의회와 호이 위원회의 조사 청문회는 각각 1950년 3월과 5월, 7월과 9월 사이에 개최되었다. 공화당 케네스 훼리 상원의원과 민주당 레스터 힐 상원의원은 분과 위원회를 구성하여 "전복적이고 도덕적인 변태성욕자의 미국 정부 행정부 침투"에 대한 예비 조사를 수행하였다. 훼리힐 조사에 대한 기록은 언론 보도와 발표된 보고서 두 건 외에는 남아 있지 않다. 이 보고서 중 하나에는 워싱턴 DC에 5,000명의 동성애자가 거주하며 약 3,700명이 연방 직원이라고 증언한 DC 경찰청 단속반 책임자 로이 블릭 경위의 진술이 포함되어 있다. 기껏해야 추측에 불과하였던 블릭 경위의 발언은 정부 내 동성애자 논란을 둘러싼 언론의 폭풍을 더욱 부채질하였다. 훼리힐 예비 조사는 상원으로 하여금 본격적인 의회 조사를 시작하도록 설득하였다.
권장 받은 조사는 민주당 상원의원 클라이드 호이가 이끄는 행정부 지출 위원회에 할당되었으며, 전체 상원은 연방 노동력의 성도착에 대한 조사를 만장일치로 승인하였다. 동성애자에 대한 분노가 천문학적 수준으로 치솟으면서, 어떤 민주당원도 자신의 정치 경력에 대한 위험을 무릅쓰고 반대의 목소리를 내지 못하였다. "정부 내 동성애자 및 기타 성도착자 고용"을 조사한 이 분과 위원회는 호이 위원회로 알려지게 되었으며 트루먼 대통령의 백악관이 그 방법론과 절차를 관리하는 데 크게 관여한 반면, 동성애자에 대한 의회 조사 배후의 원동력은 전 FBI 요원 출신의 자문 위원 프랜시스 플래내건이었다. 호이 위원회는 법 집행 기관, 사법 당국, 군과 정부의 보안 책임자, 의료 전문가와 상의하고 이들의 증언을 들었다. 이 조사는 연방 공무원이 동성애를 빌미로 국가 기밀을 폭로하도록 협박 당하였다는 증거가 드러났기보다는, 동성애 배제에 대한 연방 정책과 외국 정부 요원이 동성애자를 협박하려는 시도를 한 적이 있는지 여부에 대하여 정부 내에서조차 상당한 의견 차이가 있음이 드러났다.
그 해 12월 중순에 발표된 호이 위원회의 최종 보고서는 증언의 모호성을 무시하고 "미국 정부에서 법이나 도덕에서 인정된 기준을 위반하는 자가 설 자리는 없다." 특히 "악명 높거나 추문스러운 행동으로 연방 서비스에 대한 평판을 떨어뜨리는" 자인 레즈비언과 게이는 불법적이고 부도덕한 활동에 참여하는 자일 뿐만 아니라 "안보 위험"이 있기 때문에 연방 고용에 "부적임"하다고 언급하며 권위적인 판단을 내렸다. 위원회는 동성애자에 대한 명시적인 정책, 표준화된 절차, 획일적인 집행, 지속적인 경계, 법 집행 기관과의 조정 분야에서 선례를 남긴 군의 정책과 절차를 모델로 삼아야 한다고 권고하였다. 또한 호이 위원회 보고서는 과거에 연방 정부가 "성도착 문제에 대한 현실적인 관점을 취하는 데 실패"하였으며 "공익"을 적절하게 보호하기 위하여 연방 정부가 반드시 "정부 내 성도착자 문제에 대한 현실적이고 경계적인 태도를 채택하고 유지하여야 한다"라고 말하였다.
훼리힐과 호이 위원회 의회 조사의 권위적 조사 결과는 라벤더 공포가 엄격한 공화당의 수사를 넘어 초당적 호소로 나아가는 데 직접적인 도움이 되었으며, 레즈비언과 게이를 연방 고용에서 추방하는 것은 신속하게 범 정부 차원의 정책 표준 일부가 되었다. 훼리힐 위원회와 호이 위원회의 주요한 목적과 성과는 군대와 연방 정부의 동성애자들이 개인으로서, 또는 공산당원들과 공모하여 국가의 안전을 위협하는 안보 위험을 조성한다는 믿음을 구축하고 촉진하는 것이었다.

### 섹슈얼리티
로이 콘이 매카시 직원들의 수석 컨설턴트로 G. 데이비드 신을 데려왔을 때 신과 콘이 성관계를 가졌다는 추측이 제기되었다. 육군-매카시 청문회에서 콘은 신에게 "특별한 관심"을 가지거나 "보통 친구보다 더 가깝게" 결속되어 있다는 사실을 부인하였다. 청문회에서 육군 변호사인 조지프 웰치는 콘의 동성애 성향을 명백하게 언급하였다. 매카시의 요청에 따라 증인을 요청한 후 "픽시에서 나온" 사진이 증거로 제시되면, 그는 "픽시"를 "요정의 가까운 친척"이라고 정의하였다. 당시 "픽시"는 카메라의 모델명이었지만 이것을 동성애자 남성을 비하하는 용어인 "요정"에 비유한 것은 분명한 의미를 내포하고 있었다. 청문회에 있던 사람들은 비꼬는 소리를 알아차렸고 그것을 재미있게 여겼다. 콘은 나중에 그 발언을 "악의적이고", "사악하며", "외설적"이라고 불렀다.
또한 콘에 대한 매카시의 충성은 상원의원과 그의 수석 고문 사이의 관계가 단순히 전문적인 것이 아니거나, 매카시가 콘에게 협박을 당하였다는 의혹을 불러일으켰다. 1952년 초, 네바다 출판사 행크 그린스펀은 매카시가 "자주 동성애 활동을 하였으며" 밀워키 소재 게이바인 화이트 호스 인의 단골 손님이었다고 썼다. 또한 매카시의 FBI 문서에는 1952년 육군 중위의 진술서를 비롯한 수많은 혐의가 기록되어 있었다. 육군 중위는 진술서에서 다음과 같이 말하였다. "내가 얼마 전 워싱턴에 있을 때 [매카시]가 워드먼 [호텔]의 술집에서 나를 데리러 와 집으로 데려갔다. 내가 반쯤 술에 취한 동안 그는 나에게 남색을 저질렀다." J. 에드거 후버는 청년에 대한 상원의원의 성폭행 혐의에 대하여 형식적인 조사를 실시하였고, 그의 접근 방식은 "동성애자들은 매카시 상원의원이 정부에 있어야 할 사람들을 공격한 것에 대하여 매우 씁쓸하다."는 것이었다.
또한 킨제이 연구소의 저자이자 연구원인 C. A. 트립은 저서 《호모섹슈얼 매트릭스》에서 매카시에 대하여 "거의 동성애자"(predominantly homosexual)이라고 설명한다. 트립은 라벤더 공포 뒤에 있는 매카시(와 콘)의 동기를 특정 유대인의 반유대주의와 비교한다.

### 동성애에 대한 동시대의 견해
매카시가 동성애자 반대 캠페인을 시작하기 전 워싱턴 DC에는 상당히 크고 활발한 게이 공동체가 있었지만, 시간이 흐르고 냉전 분위기가 확산되면서 동성애자에 대한 부정적인 견해도 커졌다. 동성애에 대한 사회적 태도가 압도적으로 부정적이고 정신의학계가 동성애를 정신질환으로 간주하였기에, 게이와 레즈비언은 협박에 취약한 것으로 여겨져 안보 위험에 해당하였다. 미국 정부 관리들은 공산주의자들이 연방 정부의 동성애자 직원을 협박하여 위험 노출보다는 기밀 정보를 받아낼 것이라고 추정하였다. 미 해군 조사 위원회의 1957년 크리텐든 보고서는 "동성애자들이 안보 위험을 제기한다는 믿음에 대한 타당한 근거가 없다."라고 결론지었고, 다음과 같이 이전의 호이 보고서를 비판하였다. "어떠한 정보 기관도 잘 알게 되는 한 이러한 의견을 뒷받침할 어떤 사실적인 자료도 위원회 이전에 제출하지 않았다.", "동성애자들이 필연적으로 안보 상의 위험을 내포한다는 개념은 적절한 사실 자료에 의해 뒷받침되지 않는다." 크리텐든 보고서는 1976년까지 기밀이 유지되었다. 해군 관계자는 동성애에 대한 연구 기록이 없다고 주장하였지만 변호사들은 이것의 존재를 알고 정보자유법 요청을 통하여 입수할 수 있었다. 1981년 9월, 해군은 여전히 보고서의 증거 문서에 대한 요청을 이행할 수 없다고 주장하였다.
20세기 동성애자 정체성 연구의 저자인 존 라우리에 따르면 "공산주의자와 동성애자의 위협이 겹친다고 상정하는 것보다 ... 미국이 1950년대에 얼마나 심리적으로 황폐해졌는 지를 보여주는 사건은 거의 없다."
1956년에 발표된 이블린 후커의 연구는 오염된 표본(정신 질환 치료를 받은 동성애자 남성) 없이 처음으로 수행된 연구로, 오염된 표본 추출로 수행된 이전 연구에서 확립된 동성애와 정신 질환 사이의 허구적 상관 관계를 불식시켰다. 후커는 그의 연구 해에 세 명의 전문 평가자로 구성된 팀에게 표시가 없는 60개의 심리 프로필을 제공하였다. 그는 잠재적 편견을 피하기 위하여 결과에 대한 해석을 다른 사람들에게 맡기기로 결정하였다. 평가자들은 조정 측면에서는 각 그룹의 구성원 간에 차이가 없다고 결론지었다. 동성애가 정신 질환의 한 형태가 아니라는 그의 증명으로 결국 미국정신의학협회는 동성애를 정신질환 진단 및 통계 편람에서 삭제하였다.

### 남성과 여성의 경험
존슨은 "레즈비언은 전통적으로 게이보다 공공 장소에 접근할 수 있는 기회가 적었고 따라서 동성애에 대한 체포와 기소에 덜 취약하였기 때문에 레즈비언이 게이보다 박해를 받을 위험이 적었다"고 주장한다. 그러나 상무부에서 일하던 매들린 트레스의 경우, 1958년 4월 자신의 섹슈얼리티에 대한 심문을 받았다. 극심한 심문으로 청소년 시기의 동성애 활동을 인정한 후 트레스는 직장에서 사임할 수 밖에 없었다.
동성애자로 의심되는 사람에 대한 정부의 조사로 인하여 게이와 레즈비언은 지하 공동체에 강제 수용되었다. "게이와 레즈비언은 비밀 취급 인가 검사에서 서로를 위한 분별 있는 특징 참조 역할을 할 것이다." "알 수 없는 수의 게이와 레즈비언이 생계를 박탈 당하고 궁핍과 실직에 직면하여 스스로 목숨을 끊었다."' 이것은 이 박해가 개인의 심리적 안녕에 미친 영향을 강조한다.

## 저항
동성애자 인권 운동의 최초이자 가장 영향력 있는 구성원 중 한 명인 프랭크 카메니는 1957년 성적 지향으로 인하여 실업 상태에 처하였다. 그는 미 육군 지도국의 천문학자로 일하고 있었지만 라벤더 공포의 결과로 해고되었고, 다시는 미 연방 정부 내에서 다른 공직을 구할 수 없었다. 이것은 카메니가 동성애자 인권 운동에 평생을 바친 계기가 되었다. 스톤월 항쟁이 일어나기 4년 전인 1965년, 카메니는 동성애자의 인권 보장을 위하여 백악관 앞에서 피켓을 들고 시위하였다.
릴리언 페이더먼에 따르면, LGBT 공동체는 이 시대에 "성적 지향의 선택뿐 아니라 사회적 지향의 선택"을 구성하면서 고유한 하위문화를 형성하였다. 미국의 동성애 운동을 형성한 매터신 소사이어티와 빌리티스의 딸들은 매카시즘과 라벤더 공포에 의해 여러 가지로 정의되었다. 이들은 회원의 익명성을 유지하는 지하 조직이었다.
대중문화의 변화 또한 사회의 동성애 혐오에 대한 저항의 증가로 이어졌다. 존 혼 번스, 트루먼 커포티, 찰스 잭슨, 카슨 매컬러스, 토머스 할 필립스, 조 싱클레어, 테레스카 토레스, 고어 비달 등의 작가가 쓴 소설은 독자들로 하여금 동성애에 대한 미국의 집단적 적대감에 의문을 제기하도록 이끌었다. 호모에로티시즘은 피지크 매거진의 출판과 함께 주류가 되었다. 1949년 코스모폴리탄은 동성애자들이 직면한 투쟁에 관한 "언급할 수 없는 소수자"(The Unmentionable Minority)라는 제목의 기사를 실었다.
샌프란시스코에서 여덟 명의 레즈비언 무리는 1955년 9월 빌리티스의 딸들이라는 조직을 결성하였다. 이 단체는 처음에는 '안전한 환경에서 다른 레즈비언을 만나고 교류하는' 방법의 역할로써 세워졌다. 이들은 이후에 동성애를 범죄화하는 법을 바꾸려고 노력하였다.

## 유산
매카시즘의 주요한 맥은 1956년 콜 대 영 판결이 연방 정부에서 차별적인 이유로 사람을 해고할 수 있는 능력을 심각하게 약화시키면서 1950년대 중반에 끝을 맺지만, 그것에서 생겨난 운동인 라벤더 공포는 계속되었다. 그 방법 중 하나는 1995년까지 철회되지 않은 행정 명령 10450이 동성애자의 군 입대를 계속 금지하는 것이었다. 지속된 라벤더 공포의 또 다른 형태는 FLIC, 존스 위원회라고도 부르는 플로리다 입법 조사 위원회였다. FLIC는 1956년에 설립되었으며 1964년까지 해체되지 않았다. 위원회의 목적은 플로리다 내에서 동성애자인 공립학교 교사를 조사하고 해고함으로써 라벤더 공포의 활동을 계속하는 것이었다. 활동 기간 동안 FLIC는 게이 교사로 의심되는 200명 이상의 해고를 담당하였다. FLIC는 노골적이고 음란한 성격에 대한 대중의 분노로 인하여 퍼플 팸플릿이 발표되면서 해체되었다.
2017년 1월, 미 국무부는 벤 카딘 상원의원의 제안에 따라 공식적으로 사과하였다. 카딘은 연방 직원의 동성애에 대한 국무부의 조사가 1990년대까지 계속되었다고 언급하였다.

## 다큐멘터리
《라벤더 스케어》(Lavender Scare)는 조시 하워드가 감독하고 글렌 클로스가 내레이션을 맡았으며, 라벤더 공포의 사건을 설명하는 다큐멘터리 영화이다. 데이비드 K. 존슨은 프로젝트의 일환으로 이 영화의 기반이 되는 책을 썼다. 조시 하워드는 제작 자금 지원을 돕기 위한 킥스타터를 만들어 기부 목표를 달성하였다. 완성된 영화는 전 세계 70개 이상의 영화제에서 상영되었으며 2019년에는 뉴욕과 로스앤젤레스의 극장에서 개봉되었다. PBS는 2019년 6월 18일에 이 영화를 방영하였다.

## 같이 보기
- 미국의 성소수자 권리

## 참고 문헌

### 서지
- Bérubé, Allan (1990). 《Coming Out Under Fire: The History of Gay Men and Women in World War Two》. New York: The Free Press. ISBN 9780743210713. OCLC 964232213.
- Charles, Douglas M. (2015). 《Hoover's War on Gays: Exposing the FBI's "Sex Deviants" Program》. Lawrence, KS: The University Press of Kansas. ISBN 9780700621194. OCLC 935871924.
- Gibson, E. Lawrence (1978). 《Get Off My Ship: Ensign Berg vs. the U.S. Navy》. Vernon E. Berg III (illustrations). New York: Avon. ISBN 9780380400713. OCLC 4457943.
- Haggerty, Timothy (2003). 〈History Repeating Itself: A Historical Overview of Gay Men and Lesbians in the Military Before 'Don't Ask, Don't Tell'〉.   Belkin, Aaron; Geoffrey Bateman. 《Don't Ask, Don't Tell: Debating the Gay Ban in the Military》. Boulder, CO: Lynne Rienner, Publishers. 9–49쪽. ISBN 9781588261212. OCLC 493627688.
- Johnson, David K. (2004). 《The Lavender Scare》. Chicago: The University of Chicago Press. ISBN 9780226401904. OCLC 921180945.

## 더 읽어보기
- Dean, Robert D. (2003). 《Imperial Brotherhood: Gender and the Making of Cold War Foreign Policy》. Culture, Politics, and the Cold War. Amherst, MA: University of Massachusetts Press. ISBN 978-1-55849-414-5.
- Gallo, Marcia M. (2006). 《Different Daughters: A History of the Daughters of Bilitis and the Rise of the Lesbian Rights Movement》 1판. New York: Carroll & Graf, Publishers. ISBN 9780786716340. OCLC 760125421.
  - Gallo, Marcia M. (2007). 《Different Daughters: A History of the Daughters of Bilitis and the Rise of the Lesbian Rights Movement》 Reprint판. Emeryville, Calif.: Seal Press. ISBN 9781580052528. OCLC 849670631.
- Kirchick, James (2022). 《Secret City: The Hidden History of Gay Washington》. New York: Henry Holt and Company. ISBN 9781627792325. OCLC 1293451114. Excerpt.
- Sherry, Michael S. (2007). 《Gay Artists in Modern American Culture: An Imagined Conspiracy》. Chapel Hill, NC: The University of North Carolina Press. ISBN 9780807831212. OCLC 493592803.
  - Montanarelli, Lisa (2007년 11월 25일). “They're Here, Queer and Art Pioneers in Sherry's 'Gay Artists'”. 《San Francisco Chronicle》. 2022년 6월 3일에 확인함. Book review.